# رالي التحدي عبر القارات
رالي التحدي عبر القارات كانت سلسلة راليات مجازة من قبل الاتحاد الدولي للسيارات كان يتم تنظيمها من قبل يوروسبورت إيفنت. وكانت يهدف إلى «إتاحة فرص جديدة لسائقي الرالي الشباب أو الهواة للمنافسة في التجمعات الإقليمية والدولية المعترف بها». انطلقت في سنة 2006 واستمرت إلى 2012.

## الأبطال
- جياندومينيكو باسو
- نيكولا فويو
- كريس ميكي
- يوهو هانينن
- أندرياس ميكلسن

## وصلات خارجية
- الموقع الرسمي